# Eublemma obliquata
Eublemma obliquata là một loài bướm đêm trong họ Erebidae.